# 六ホウ化バリウム
六ホウ化バリウム(Barium hexaboride)は、高融点高硬度の物質である。750℃以上で、ホウ素結晶をバリウム蒸気に通すことで得られる。
Ba + 6B  →  BaB
6
また、塩化バリウムとホウ素を二段階で反応させることで得られる。第一段階では900℃で30分間、第二段階では1500℃で60分間反応させる。

## 利用
熱陰極電子銃に用いられる候補物質である。